# Montmarault
Montmarault ist eine französische Gemeinde mit 1.522 Einwohnern (Stand: 1. Januar 2022) im Département Allier in der Region Auvergne-Rhône-Alpes. Sie gehört zum Arrondissement Montluçon und zum Kanton Commentry.

## Geographie
Die Gemeinde liegt in der Landschaft Bocage Bourbonnais, rund 30 Kilometer östlich von Montluçon.
Der Ort selbst liegt auf einem Plateau, alle dort entspringenden Gewässer verlassen das Gemeindegebiet sternförmig nach geringer Fließstrecke.

### Nachbargemeinden
Umgeben ist Montmarault von den Nachbargemeinden Sazeret im Norden, Saint-Marcel-en-Murat im Osten, Blomard im Süden und Saint-Bonnet-de-Four im Westen.

## Bevölkerungsentwicklung
| Jahr      | 1968 | 1975 | 1982 | 1990 | 1999 | 2006 | 2016 | 2019 |
| Einwohner | 1446 | 1366 | 1443 | 1597 | 1663 | 1572 | 1520 | 1524 |

## Sehenswürdigkeiten
Siehe auch: Liste der Monuments historiques in Montmarault
- Kirche Saint-Étienne aus dem 12./13. Jahrhundert

## Wirtschaft und Infrastruktur
Im Norden Montmaraults verläuft die Autoroute A71 (Orléans-Clermont-Ferrand), eine Anschlussstelle stellt die Verbindung mit dem niederrangigeren Straßennetz her, zum Beispiel der Route nationale 79 sowie der Départementsstraßen 16 und 46.

## Söhne- und Töchter des Ortes
- Alphonse Auclair (1898–1969), Autorennfahrer